# اچ‌ام‌ای‌اس ریور اسنیک

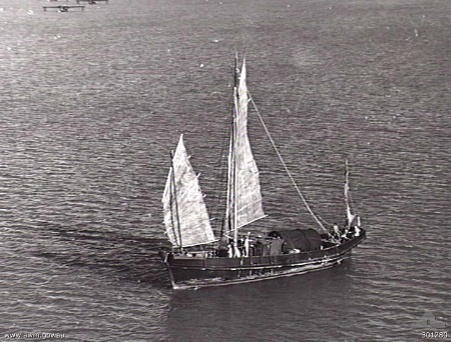
اچ‌ام‌ای‌اس ریور اسنیک

اچ‌ام‌ای‌اس ریور اسنیک (به انگلیسی: HMAS River Snake) یک کشتی بود که طول آن ۶۶ فوت (۲۰ متر) بود. این کشتی  در سال ۱۹۴۵ ساخته شد.